# فیلیبرت تسیرانانا
فیلیبرت تسیرانانا (انگلیسی: Philibert Tsiranana؛ ۱۸ اکتبر ۱۹۱۲ – ۱۶ آوریل ۱۹۷۸) یک سیاست‌مدار اهل ماداگاسکار بود. وی از مه ۱۹۵۹ تا اکتبر ۱۹۷۲ رئیس‌جمهور این کشور بود.